# Griekenland op het Eurovisiesongfestival 1978
Griekenland nam deel aan het Eurovisiesongfestival 1978 in Parijs, Frankrijk. Het was de 4de deelname van het land op het Eurovisiesongfestival. De selectie verliep intern. ERT was verantwoordelijk voor de Griekse bijdrage voor de editie van 1978.

## Selectieprocedure
De Griekse openbare omroep koos ervoor om, net als de voorbije jaren, hun kandidaat intern te selecteren. Er werd uiteindelijk gekozen voor Tania Tsanaklidou met het lied Charlie Chaplin.

## In Parijs
Griekenland moest als 15de optreden in Parijs, net na Monaco en voor Denemarken. Op het einde van de punten hadden de Grieken 66 punten verzameld, wat ze op een 8ste plaats bracht.
Zowel België als Nederland hadden geen punten over voor de inzending.

### Gekregen punten

#### Finale
| 12 punten | 10 punten                              | 8 punten     | 7 punten           | 6 punten |
| --------- | -------------------------------------- | ------------ | ------------------ | -------- |
|           | - Frankrijk - Israël                   | - Portugal   | - Ierland - Spanje |          |
| 5 punten  | 4 punten                               | 3 punten     | 2 punten           | 1 punt   |
| - Finland | - Denemarken - Luxemburg - Zwitserland | - Oostenrijk | - Italië - Zweden  |          |

### Punten gegeven door Griekenland

#### Finale
Punten gegeven in de finale:
| 12 punten | België              |
| 10 punten | Ierland             |
| 8 punten  | Frankrijk           |
| 7 punten  | Duitsland           |
| 6 punten  | Spanje              |
| 5 punten  | Israël              |
| 4 punten  | Monaco              |
| 3 punten  | Verenigd Koninkrijk |
| 2 punten  | Italië              |
| 1 punt    | Luxemburg           |

1974 · 1975 · 1976 · 1977 · 1978 · 1979 · 1980 · 1981 · 1982 · 1983 · 1984 · 1985 · 1986 · 1987 · 1988 · 1989 · 1990 · 1991 · 1992 · 1993 · 1994 · 1995 · 1996 · 1997 · 1998 · 1999-2000 · 2001 · 2002 · 2003 · 2004 · 2005 · 2006 · 2007 · 2008 · 2009 · 2010 · 2011 · 2012 · 2013 · 2014 · 2015 · 2016 · 2017 · 2018 · 2019 · 2020 · 2021 · 2022 · 2023 · 2024 · 2025